# Cattedrale di Cristo (Montréal)
La cattedrale di Cristo (in inglese: cathedral church of Christ) si trova a Montréal, in Canada, sulla rue Sainte-Catherine Ouest numero 635.

## Storia

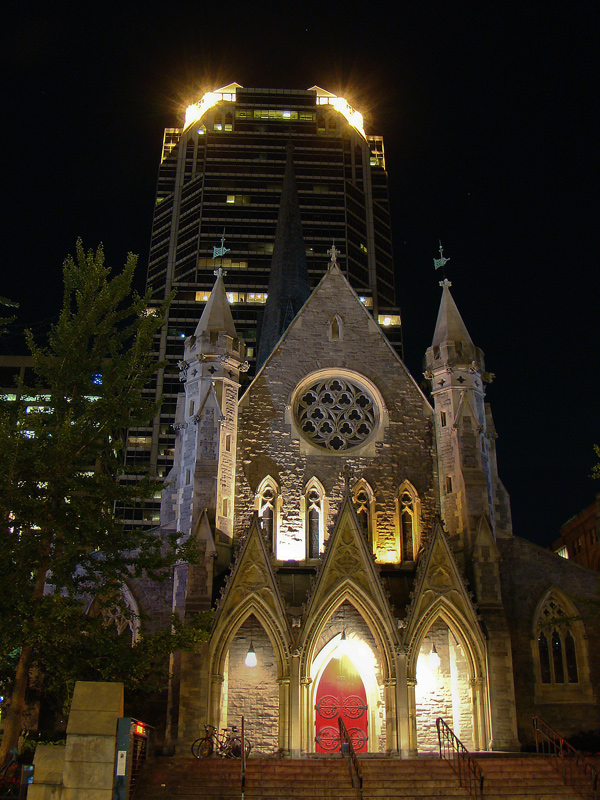
La facciata di notte

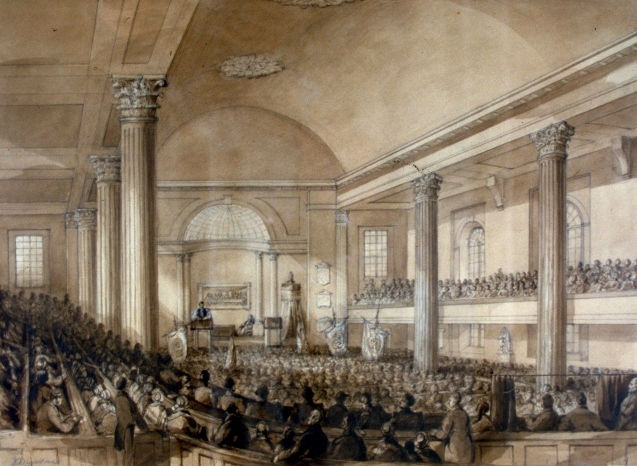
La chiesa precedente presentava un altro stile dopo quest'acquarello del 1852. Fu distrutta dal fuoco nel 1856

Venne eretta tra il 1857 e il 1859, su modello delle chiese gotiche della campagna inglese del XIV secolo, secondo i piani dell'architetto britannico Frank Wills (1822 † 1856), che proponeva una pianta cruciforme con un giro quadrato all'incrocio del transetto. I lavori furono condotti a termine da Thomas Scott (1826 † 1895), un architetto di Montréal.
A partire dal momento in cui l'imponente campanile centrale fu completato, la chiesa iniziò ad infossarsi nel suolo morbido in cui erano state scavate le fondamenta. Infatti, sin dal 1920, pende di 4 piedi verso sud. Nel 1927 il campanile in pietra, pesante 3,5 milioni di libbre, venne rimosso. È stato necessario attendere una quindicina di anni (negli anni quaranta) prima che ne venisse realizzata una copia in alluminio, offerta da un donatore anonimo.

## Promenades Cathédrale
Nella metà degli anni ottanta un vasto progetto immobiliare si stende sotto la cattedrale. Infatti, nel 1987, la cattedrale fu sorretta da pilastri in occasione della costruzione della Promenades Cathédrale, un centro commerciale situato nel sottosuolo. Il progetto di sviluppo consisteva in una costruzione adibita ad uffici di 34 piani subito a nord della cattedrale, la Tour KPMG, ma anche un parcheggio e due livelli per i negozi al dettaglio sotto la chiesa. Questo progetto permise anche di terminare l'allacciamento est-ovest della rete sotterranea di Montréal tra i negozi Eaton (all'epoca, attualmente Les Ailes de la Mode) e La Baie.
La cattedrale è stata annoverata monumento storico del Québec il 12 maggio 1988. È nel 1999 che è stata insignita sito storico nazionale del Canada dalla Commissione dei luoghi e dei monumenti storici del Canada.